# بویرون
بویرون (انگلیسی: Boiron) شرکت تجهیزات پزشکی فرانسوی است، که در سال ۱۹۳۲ تأسیس شد.